# HD151956
HD151956 — хімічно пекулярна зоря спектрального класу
A2 й має  видиму зоряну величину в смузі V приблизно  5,5.
Вона  розташована на відстані близько 188,5 світлових років від Сонця.

## Фізичні характеристики
Зоря HD151956 обертається 
порівняно повільно 
навколо своєї осі. Проєкція її екваторіальної швидкості на промінь зору становить  Vsin(i)= 47км/сек.